# À corps et à cris
À corps et à cris est un téléfilm franco-italien réalisée par Josée Dayan, diffusé dans la collection Super Polar le 27 octobre 1989 sur La Cinq.

## Fiche technique
- Titre : À corps et à cris
- Réalisation : Josée Dayan
- Scénario : Guy-Patrick Sainderichin et Bernard Stora d'après le roman de Marvin Albert Nice Guys Finish Dead (titre français : Pas d’heure pour les braves) Série noire no 430 signé Al Conroy
- Musique : Michel Portal
- Durée : 86 minutes

## Distribution
- Martin Lamotte : Bernard Terrier
- Zabou Breitman : Marie Parenty
- Jean-Pierre Bisson : Valentin Lozère
- Bernard Freyd : Gaston Parenty
- Isabelle Candelier : Laura
- Thierry Hancisse : Michel Sauvet
- Philippe du Janerand : Le pianiste
- Claude Lochy : Pierre Raymond
- Louba Guertchikoff : Mère Thérèse
- Marie Daëms : Rédacteur en chef à Paris
- François Aramburu : Le commissaire
- Tomasz Bialkowski : L'interprète russe
- Sacha Briquet : Mario, le barman
- Julie Dumas : La secrétaire du journal
- David Jalil : Le premier taxi
- Kadou : Barbara
- Geneviève Le Meur : La secrétaire de la clinique
- Robert Olivier : La brute
- Olivier Pajot : Courtois
- Alain Salomon : L'employé de la gare
- Dominique Zardi : Le petit bonhomme
- Marc Brungener : 	Le banquier Rémy